# Rio del Cappello
Rio del Cappello è un breve corso d'acqua interno veneziano situato nel sestiere di San Marco.

## Origine del nome

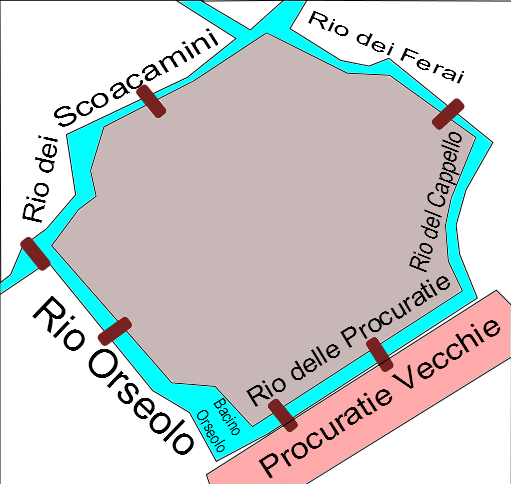
L'isola San Gallo e la posizione del Rio dei Ferai.

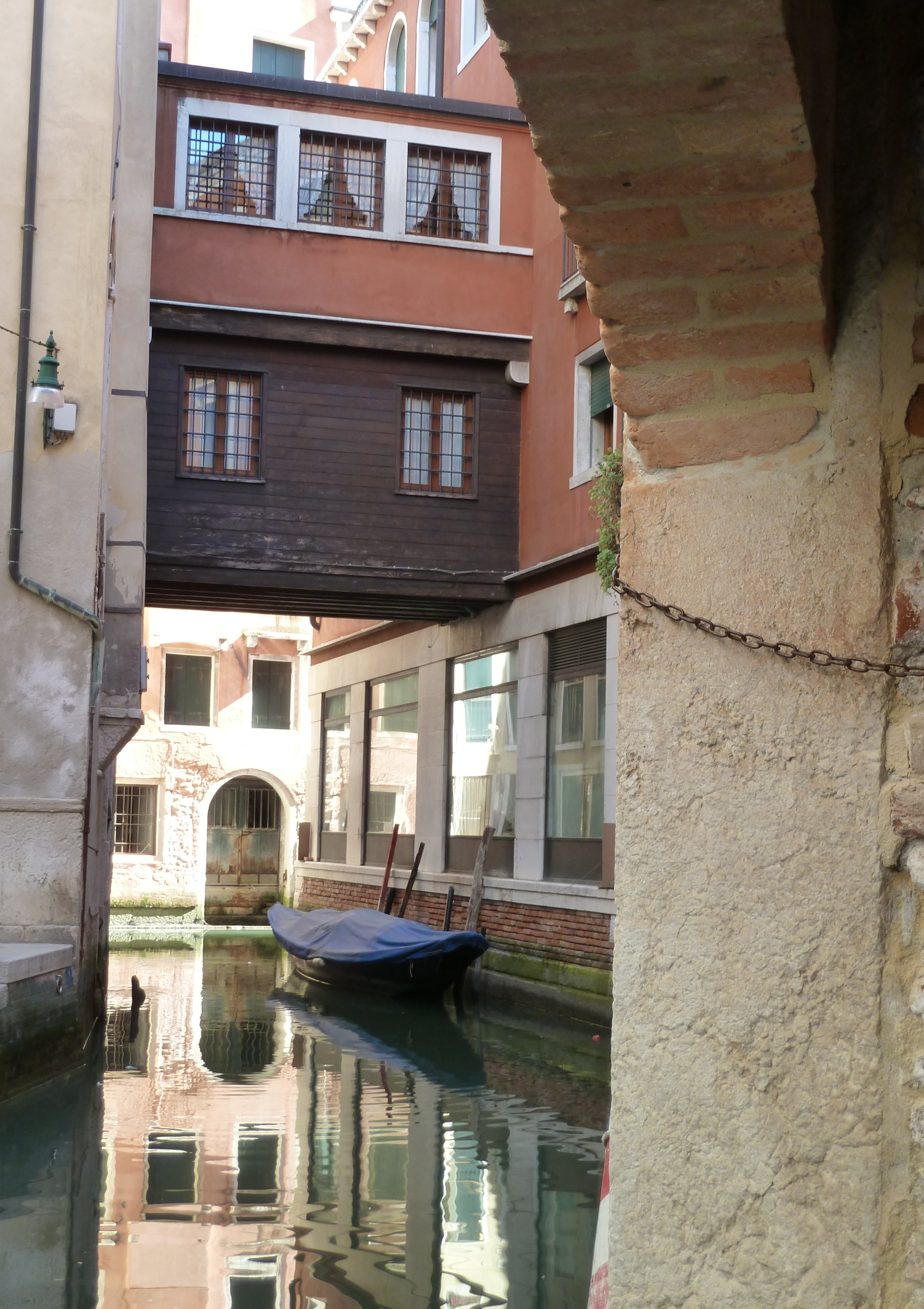
Passaggio privato sul Rio del Cappello

Non è noto se il nome possa derivare da un'antica locanda che si trovava a breve distanza in calle del Cappello Nero, oppure alla famiglia del nobile veneziano Bartolomeo Cappello che sul vicino Rio di Palazzo ebbe la sua dimora.

## Descrizione

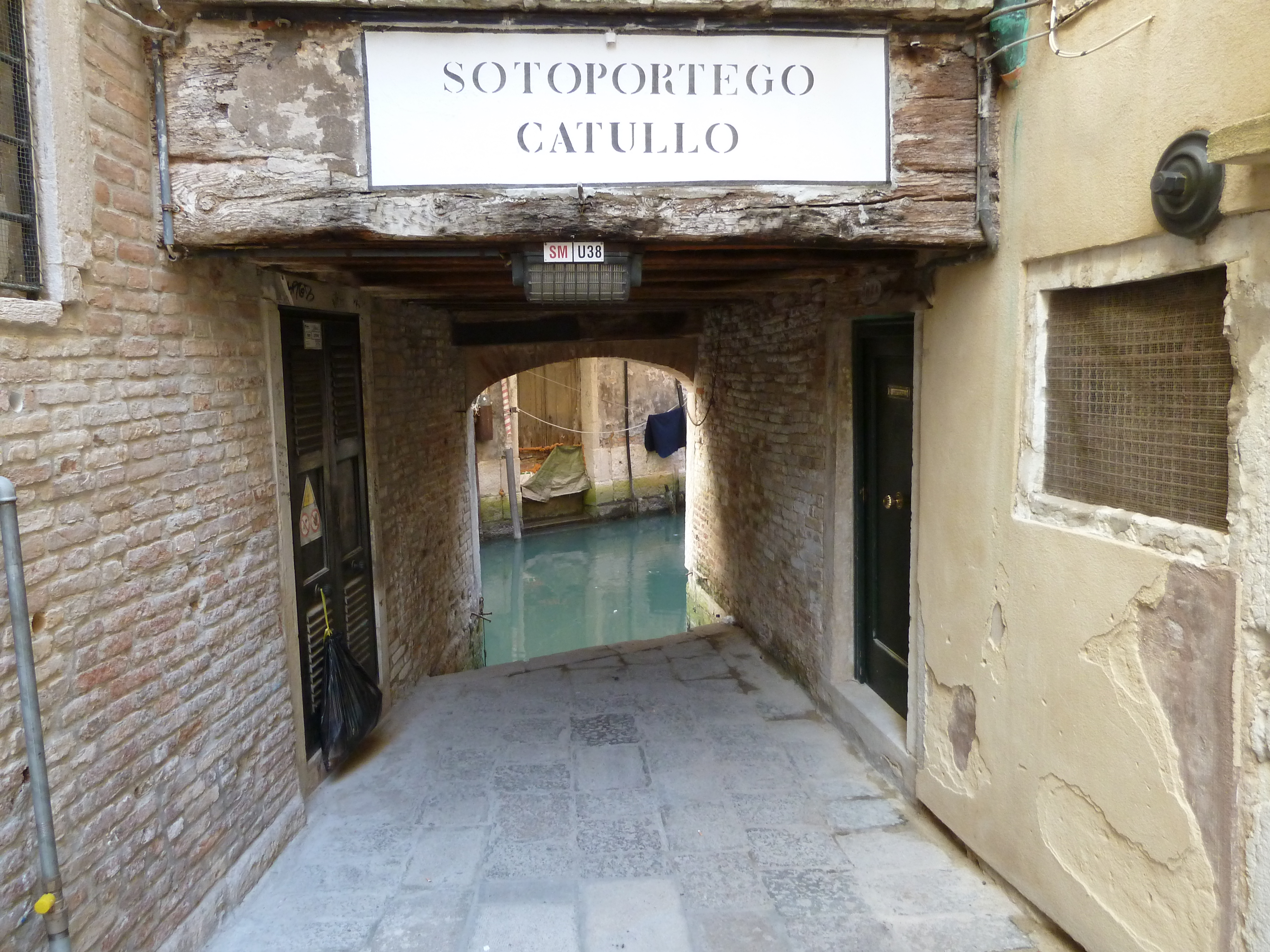
Sotoportego Catullo che finisce in Rio del Cappello.

Il canale, che unisce tra  loro Rio delle Procuratie e Rio dei Ferai, con Rio dei Scoacamini e Rio Orseolo circonda la piccola isola di San gallo e si trova tutto all'interno del sestiere di San Marco.
Si trova vicino all'importante chiesa di Santa Croce degli Armeni.
Sul breve canale passano solo passaggi privati.

## Luoghi d'interesse
- Chiesa di Santa Croce degli Armeni
- Palazzo Trevisan Cappello
- Campo San Gallo
- Procuratie